# Carl Linné
Carl Linné, cunoscut și drept Carolus Linnaeus respectiv Carl von Linné, pronunție în suedeză [ˈkɑːɭ fɔn lɪˈneː] ⓘ, (n. 23 mai 1707, Råshult⁠(d), Comitatul Kronoberg, Suedia – d. 10 ianuarie 1778, Comuna Uppsala, Uppsala län, Suedia) a fost un botanist, medic și zoolog de origine suedez.
Membru fondator al Academiei Regale Suedeze  de Științe (la 2 iunie 1739) și rector al Universității din Uppsala (din 1750), Carolus Linnaeus este considerat părintele taxonomiei și tatăl ecologiei moderne. Abrevierea numelui său în cărțile științifice și publicațiile moderne este L., respectiv Linn., în publicațiile și cărțile mai vechi.

## Biografie

### Copilărie

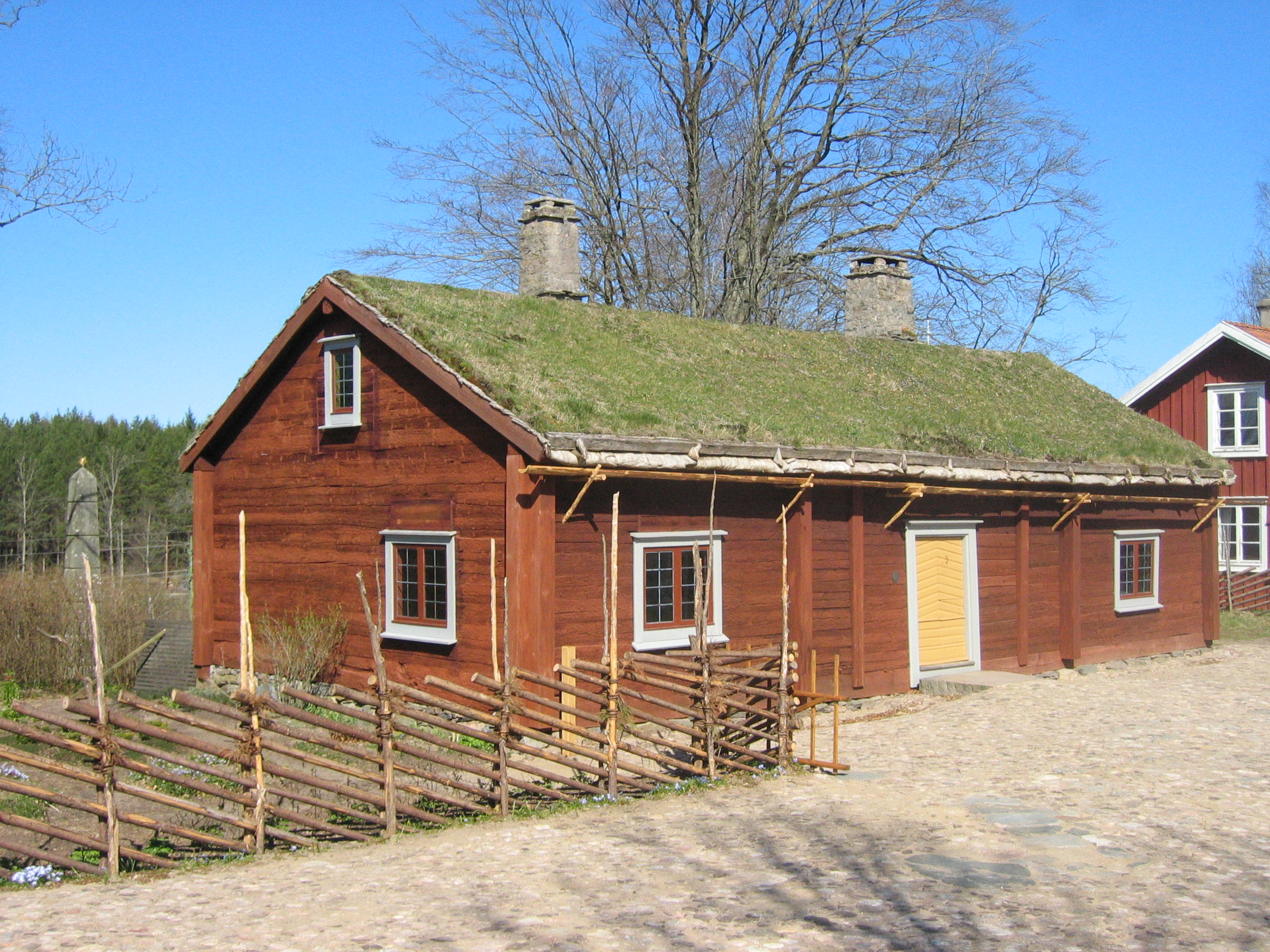
Casa părintească

Linnæus s-a născut în satul Råshult din Småland, Suedia, pe 23 mai 1707. A fost primul copil al lui Nils Ingemarsson Linnæus și Christina Brodersonia. Tatăl său a fost primul din neamul său care a adoptat un nume de familie permanent. Înainte de aceasta, strămoșii săi utilizau sistemul de nume patronimice din Scandinavia: tatăl lui a primit numele de familie Ingemarsson după tatăl său Ingemar Bengtsson. Când Nils a fost admis la Universitatea din Lund, el a avut ocazia de a-și alege un nume de familie, moment în care el a adoptat numele latinizat Linnæus, după un tei gigant (lind în suedeză) care creștea în gospodăria familiei.
Acest nume a fost ortografiat inițial cu ligatura æ. Carl Linné (Linnæus) și-a scris numele mereu cu ligatura æ, atât în manuscrise cât și în publicații. Patronimul său a fost Nilsson, iar numele său complet în suedeză ar fi Carl Nilsson Linnæus.

## Variante scrise ale numelui
În lucrările de specialitate publicate în limba română, numele celebrului naturalist suedez este scris și sub alte forme: 
- Caroli Linnæi[N 1]

- Caroli Linnaei[N 2]

- Linné[N 3]

- Charles Linné[N 4]

- Carl von Linné[N 5]

- Carl von Linne.[N 6]

- Karl Linné[N 7]
- Karl Linne[N 8]
- Carl Linne.[N 9]

- Carl Linnaeus[N 10]

- Carolus Linnaeus[N 11]

- Carolus von Linnaeus[N 12]

- Carl von Linnaeus.[N 13]

- Linnaeus.[N 14]

- Caroli Linnai (genitiv)

- Linnacus.[N 15]

- C. Linnaeus.[N 16]

## Lucrări (selecție)
„Systema naturae” apare în 1735. 

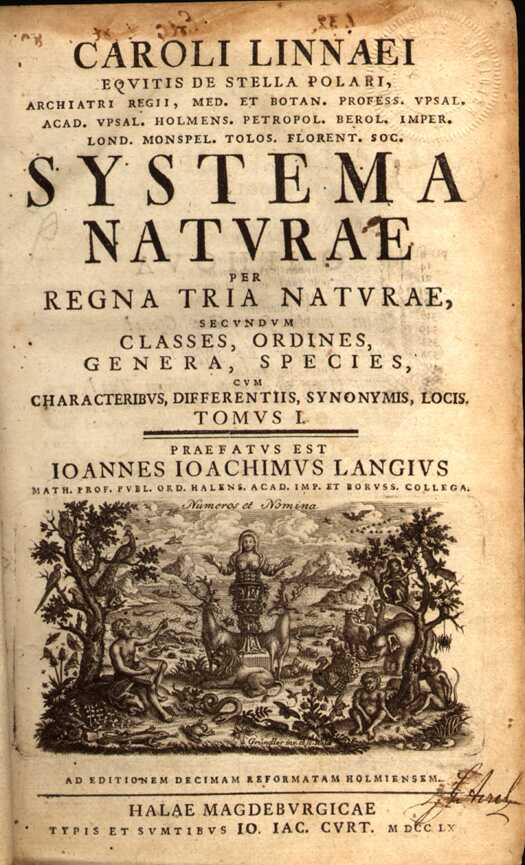
Coperta ediției din 1760 a lucrării Systema Naturae.

În această lucrare Linné clasifică omul în ordinul primatelor. El îl denumește Homo sapiens și îl așează alături de antropomorfe, fără a gândi la originea lor comună (Linné era fixist). În ordinul primate Linné introduce două specii. Una dintre specii este omul (denumit, conform nomenclaturii binare, Homo sapiens), iar a doua este reprezentată de antropomorfe, numite Homo silvestris. Oamenii sunt clasificați apoi în patru rase. Fiecare rasă are trăsături diferite și temperamente diferite. Aceste patru rase stabilite de Linné sunt: Homo europeus, Homo americanus, Homo asiaticus și Homo africanus.

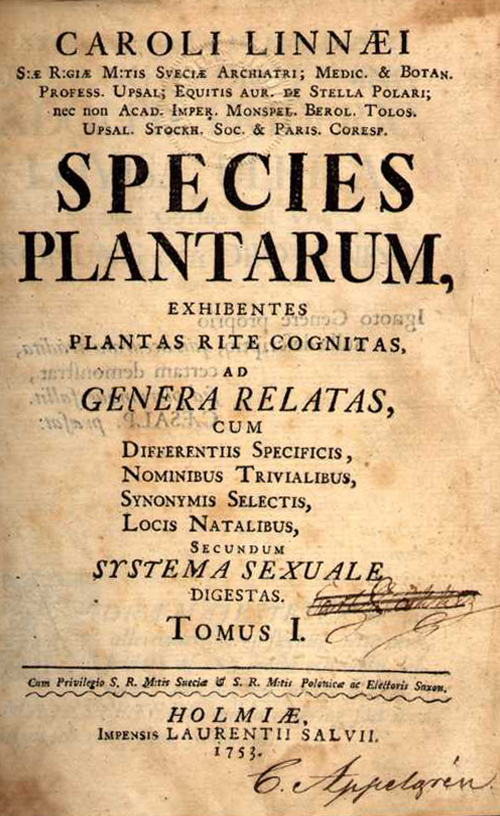
Coperta Species plantarum, 1753

- Praeludia Sponsaliorum Plantarum. Uppsala, 1729
- Florula Lapponica, în: Acta Literaria et Scientiarum Sueciae, vol. 3, p. 46–58, 1732
- Linnaeus, Carolus (1735). Systema naturae, sive regna tria naturae systematice proposita per classes, ordines, genera, & species. Leiden: Haak. pp. 1–12.
- Linnaeus, Carolus; Hendrik Engel; Maria Sara Johanna Engel-Ledeboer (1964) [1735]. Systema Naturae (ed. facsimile of the 1st). Nieuwkoop, Netherlands: B. de Graaf. OCLC 460298195.
- Bibliotheca Botanica, Editura Salomon Schouten, Amsterdam 1735 Versiune digitală, Text complet Arhivat în 16 februarie 2008, la Wayback Machine.
- Fundamenta Botanica, Editura Salomon Schouten, Amsterdam 1735 Versiune digitală
- Musa Cliffortiana, Leiden 1736 Versiune digitală Arhivat în 5 decembrie 2007, la Wayback Machine.
- Flora Lapponica, Editura Salomon Schouten, Amsterdam 1737 Versiune digitală
- Genera Plantarum, ediția a 2-a, Editura Conrad Wishoff, Leiden 1737 Versiune digitală
- Critica Botanica, Editura Conrad Wishoff, Leiden 1737 Versiuni digitale: Google-Books, ULB Düsseldorf
- Hortus Cliffortianus, Amsterdam 1738 Versiune digitală Arhivat în 19 iunie 2009, la Wayback Machine.
- Classes Plantarum, Editura Conrad Wishoff, Leiden 1738 Versiuni digitale: Gallica, ULB Düsseldorf
- Öländska och Gothländska Resa, Editura Gottfried Kiesewetter, Stockholm și Uppsala 1745 Versiune digitală
- Flora Suecica, Editura Lars Salvius, Stockholm 1745 Versiune digitală
- Fauna Suecica, Editura Lars Salvius, Stockholm 1746 Versiune digitală
- Västgöta Resa, Editura Lars Salvius, Stockholm 1747 Versiune digitală
- Flora Zeylanica, Editura Lars Salvius, Stockholm 1747 Versiuni digitale: Stueber Arhivat în 20 octombrie 2008, la Wayback Machine., Bayerische Staatsbibliothek
- Hortus Upsaliensis, Editura Lars Salvius, Stockholm 1748 Versiune digitală
- Materia Medica, Editura Lars Salvius, Stockholm 1749 Versiune digitală
- Skånska Resa, Editura Lars Salvius, Stockholm 1751 Versiune digitală
- Philosophia Botanica, Editura Gottfried Kiesewetter, Stockholm 1751 Versiune digitală Arhivat în 8 aprilie 2008, la Wayback Machine.
- Species Plantarum, 2 volume, Editura Lars Salvius, Stockholm 1753 Versiune digitală, vol. 1, Versiune digitală, vol. 2
- Museum Tessinianum, Editura Lars Salvius, Stockholm 1753 Versiune digitală
- Museum S. R. M. Adolphi Friderici, Editura Lars Salvius, Stockholm 1754
- Systema Naturae, ediția a 10-a, Editura Lars Salvius, Stockholm 1758 Versiune digitală
- Museum S. R. M. Ludovicae Ulricae, Editura Lars Salvius, Stockholm 1764 Versiune digitală
- Mantissa Plantarum, Editura Lars Salvius, Stockholm 1767 Versiuni digitale: Google-Books, Bayerische Staatsbibliothek
- Mantissa Plantarum Altera, Editura Lars Salvius, Stockholm 1771 Versiuni digitale: Gallica, Bayerische Staatsbibliothek
- Linné, Carl von (1774).  Murray, Johann Andreas, ed. Systema vegetabilium (13th edition of Systema Naturae) (2 vols.). Gottingen: Typis et impensis Jo. Christ. Dieterich. Accesat în 24 februarie 2015.
- Linné, Carl von (1785) [1774]. Systema vegetabilium (13th edition of Systema Naturae) [A System of Vegetables 2 vols. 1783–1785]. Lichfield: Lichfield Botanical Society. Accesat în 24 februarie 2015.

## Imagini

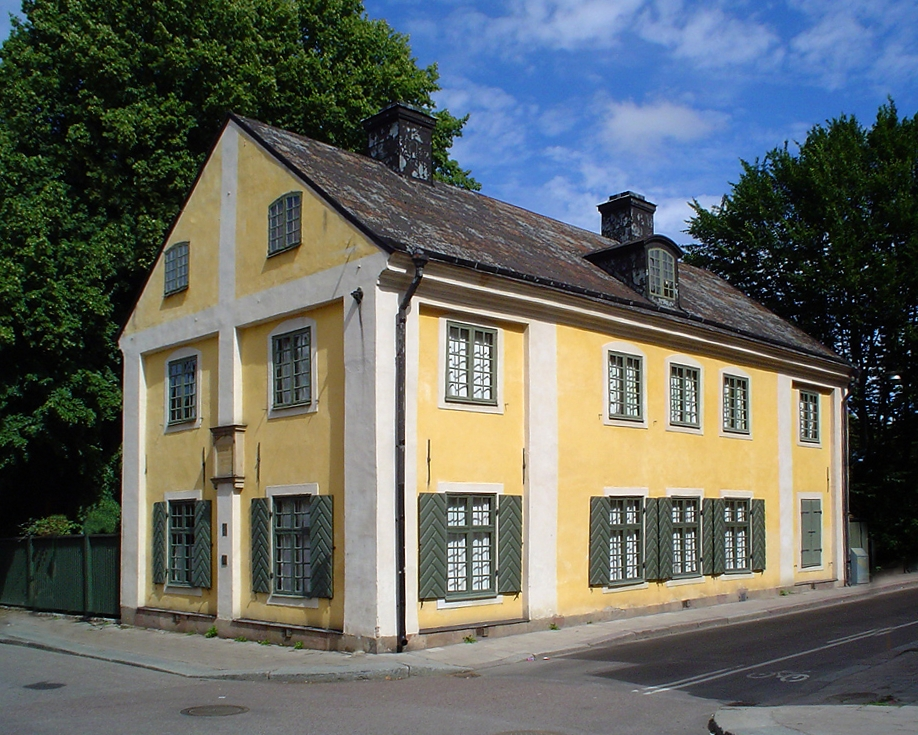
Casa memorială Carl von Linné din Uppsala
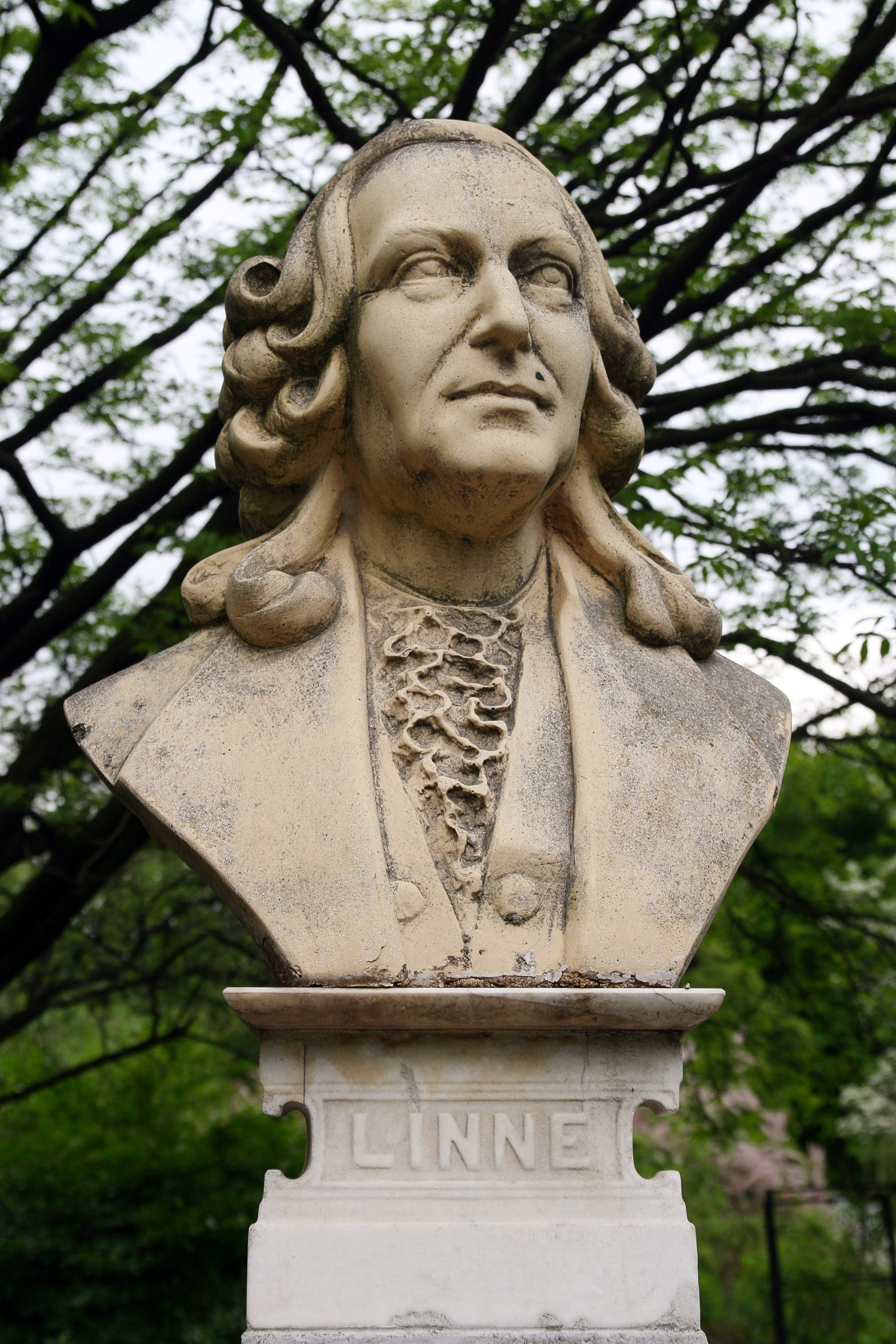
Bustul lui Linné din Grădina Botanică din Wroclaw, Polonia
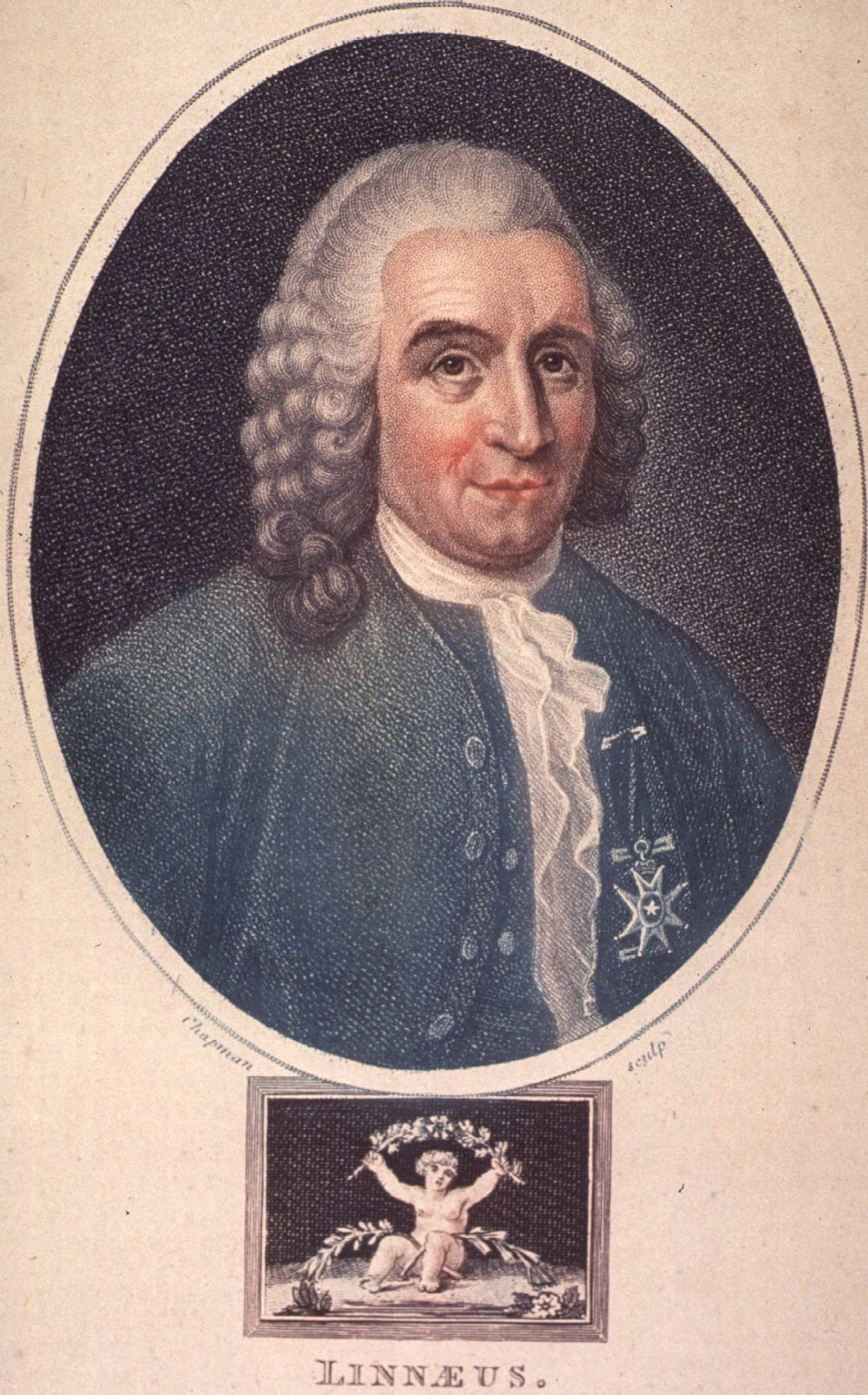
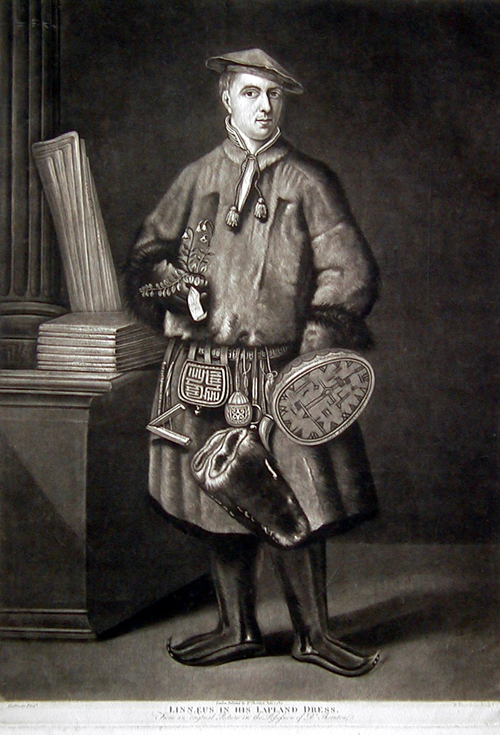
Carl Linnaeus dressed in Lapp costume. Portraited while in Netherlands, by Martin Hoffman in Hartecamp, 1737[R 2]
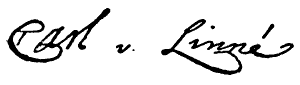
Semnătura lui Carolus Linnaeus (Carl v. Linné)
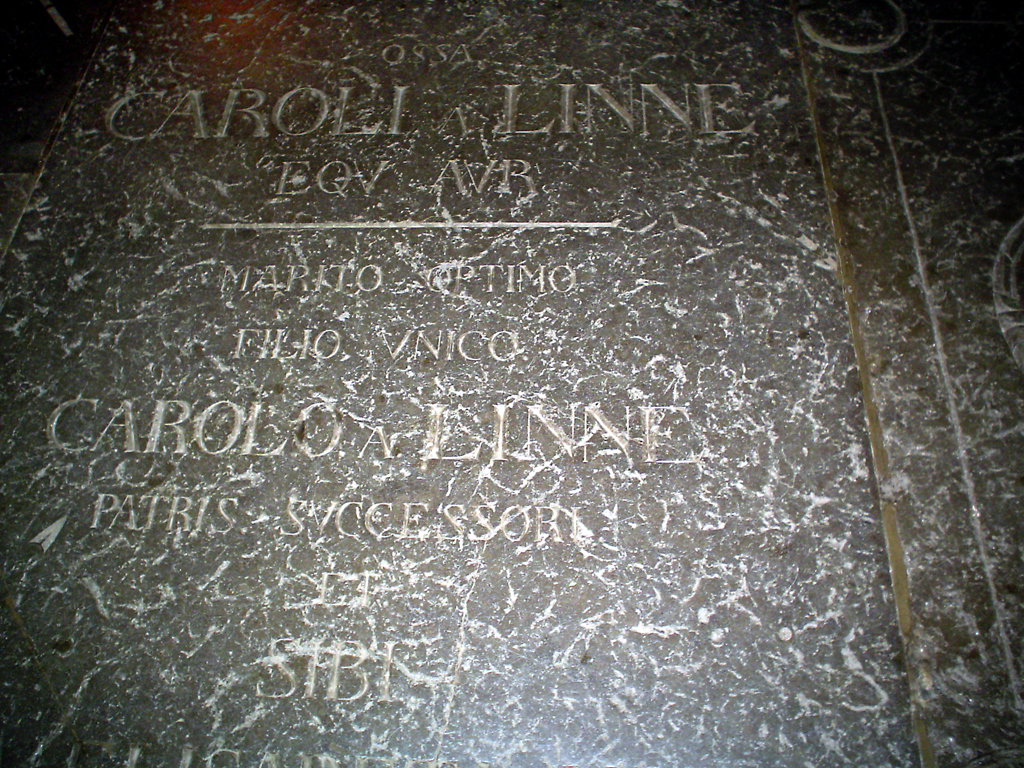
Piatra funerară a familiei Linné (tatăl și fiul) în Catedrala din Uppsala
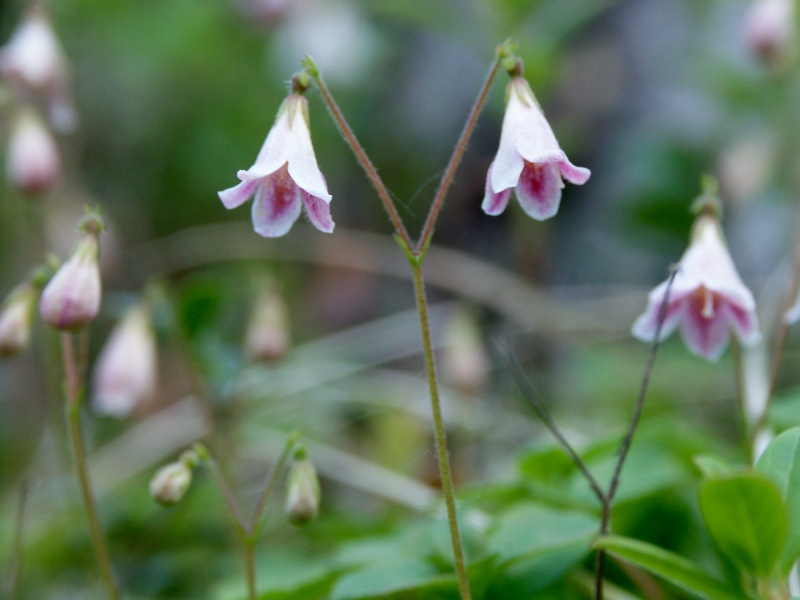
Linnaea borealis, flor lapona, que se convirtió en el símbolo de Linneo
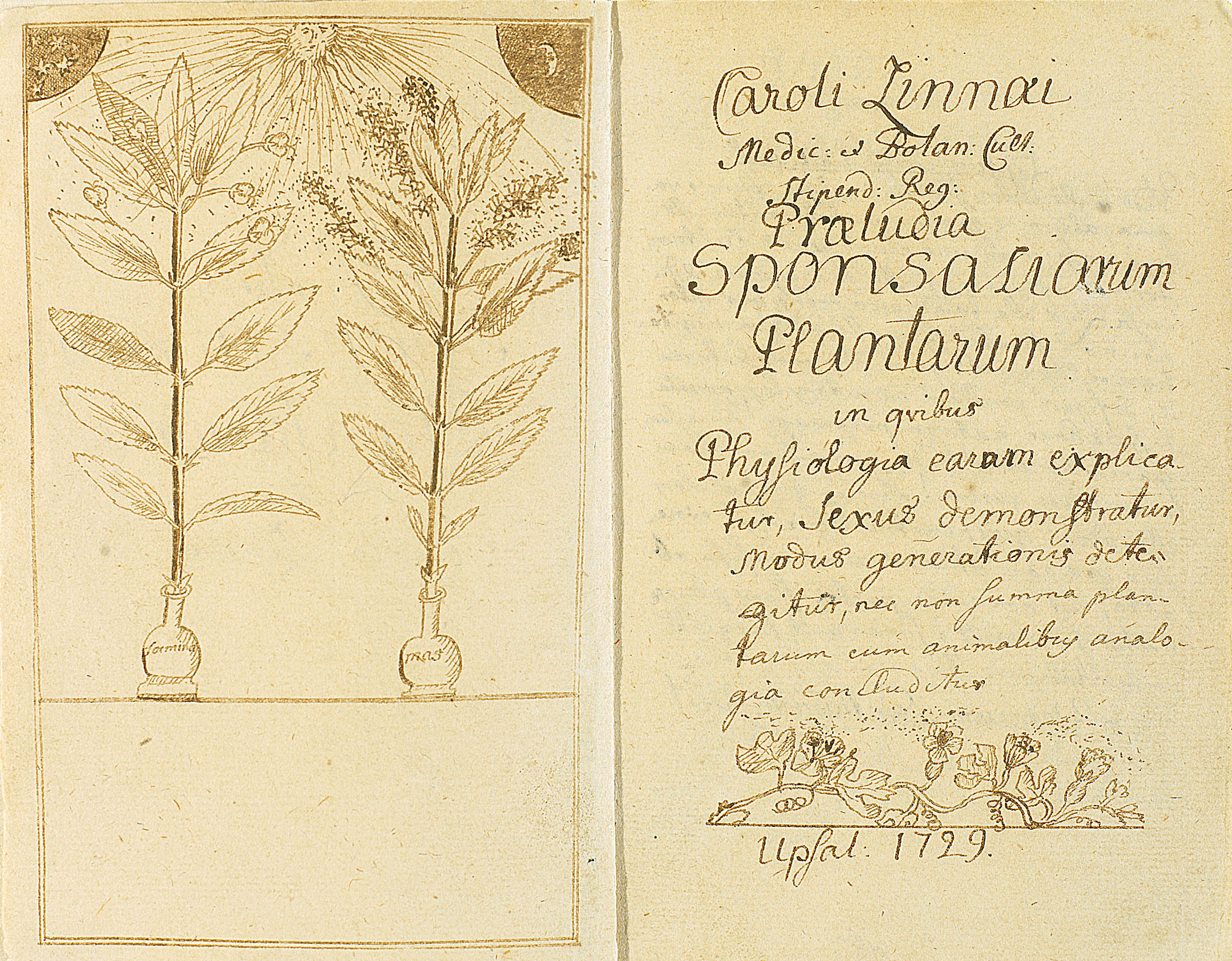

### Nume
1. ↑  Caroli Linnæi pe coperta lucrării Species plantarum (Speciile plantelor), apărută în 1753;
2. ↑  Caroli Linnaei pe coperta lucrării Systema naturae (Sistematica naturii), ediția din 1760;
3. ↑  Linné în lucrarea Entomologie de M. A. Ionescu, M. Lăcătușu, Editura Didactică și Pedagogică, București 1971;
4. ↑  Charles Linné în cartea Din viața si opera marilor biologi, Editura Didactică și Pedagogică, București, 1977, scrisă de Ceaușescu I., Mohan Gh.;
5. ↑  Carl von Linné în plantexplorers.com/;
6. ↑  Carl von Linne în lucrarea Entomologia: între "operete" din natură și somități istorice de Timuș Asea (2009), Editura Lumen, Iași, România, pag. 239.
7. ↑  Karl Linné in Biologie Manual pntru clasa a 9-a, Ariniș Ioana, Mihail Aurora, Editura All 2004, p. 5;
8. ↑  Karl Linne in Biologie Manual pntru clasa a 8-a, Grasu Alexandrina-Dana, Cîrstoiu Jeanina Editura Litera  2020, p. 45;
9. ↑  Carl Linne în lucrarea Entomologia: între "operete" din natură și somități istorice de Timuș Asea (2009), Editura Lumen, Iași, România, pag. 239 .
10. ↑  Carl Linnaeus în lucrarea Biologie vegetală Editura Universității din București,1999 de Sârbu Anca și în plantexplorers.com/;
11. ↑  Carolus Linnaeus
12. ↑   Carolus von Linnaeus
13. ↑  Carl von Linnaeus în lucrarea Entomologia: între "operete" din natură și somități istorice de Timuș Asea (2009), Editura Lumen, Iași, România, pag. 9, 239.
14. ↑  Linnaeus în lucrarea Fauna României, Insecta, Volumul XI, Fascicula 12 Diptera, Familia Calliphoridae, de Andy Z. Lehrer, Editura Academiei Române, 1972, pag. 9.
15. ↑  Linnacus în lucrarea Entomologia:între operete din Natură și somități istorice de Asea Timuș, Editura Lumen, Iași  2009, pag. 240.
16. ↑  Linnacus în lucrarea Entomologia:între operete din Natură și somități istorice de Asea Timuș, Editura Lumen, Iași  2009, pag. 241.